# Turgis (cráter)
Turgis es el cráter más grande conocido en Jápeto, una luna de Saturno. Tiene 580 km de diámetro, el 40 % del diámetro de la luna y es uno de los cráteres más grandes del Sistema solar. Recibe su nombre del barón sarraceno Turgis de Tortosa.
Se encuentra en la región de Cassini a 16.9° N, 28.4° O. El borde presenta un escarpe de unos 15 km de altura que provocó un deslizamiento. Está cubierto por Malun, el decimotercer cráter más grande de Jápeto.

## Galería

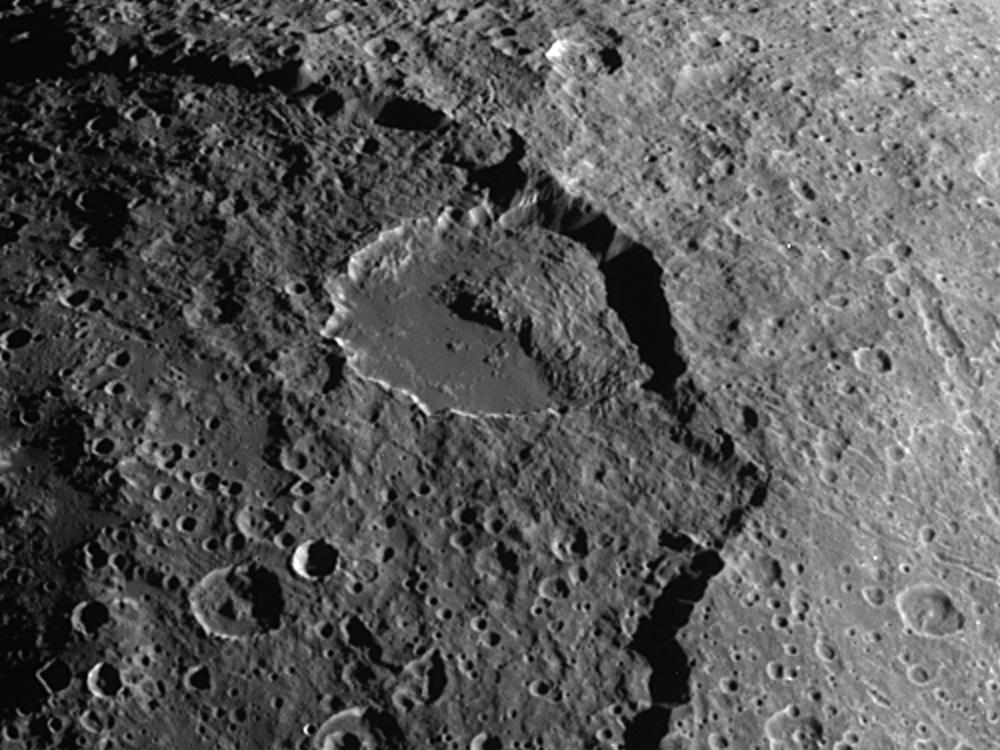
Deslizamiento en el cráter Malun
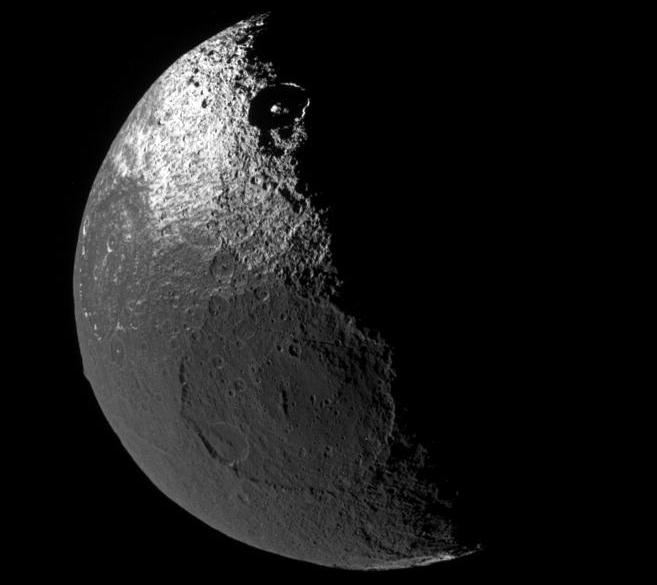
Ubicación del cráter en Cassini Regio